# Zsolt Bohács
|-
| Silver |Vaxholm 1996 | C-2 maraton|}
|-
| Silver |Brisbane 1992 | C-2 maraton|}
|}
Zsolt Bohács, född den 22 mars 1964, är en ungersk kanotist.
Han tog bland annat VM-guld i C-1 10000 meter i samband med sprintvärldsmästerskapen i kanotsport 1991 i Paris.